# 6166 Univsima
6166 Univsima este un asteroid din centura principală de asteroizi.

## Descriere
6166 Univsima este un asteroid din centura principală de asteroizi. A fost descoperit pe 27 septembrie 1978 la Observatorul astrofizic din Crimeea de Liudmila Cernîh. El prezintă o orbită caracterizată de o semiaxă mare de 3,00 ua, o excentricitate de 0,08 și o înclinație de 10,8° în raport cu ecliptica.